# 競艇専門紙ニュース
競艇専門紙　ニュース（きょうていせんもんし・にゅーす）とは、加州興業株式会社が関西エリアを中心に発刊している競艇専門の予想紙である。

## 概要
津・びわこ・住之江・尼崎・児島・の各ボートレース場での全レースに対応した印刷版と、全国のボートレース場で行われるGIII以上の重賞レースや女子戦などに対応したネット版を発行している。